# Elachyptera parvifolia
Elachyptera parvifolia là một loài thực vật có hoa trong họ Dây gối. Loài này được (Oliv.) N.Hallé mô tả khoa học đầu tiên năm 1978.